# Football Club Progrès Niedercorn
El Football Club Progrès Niedercorn és un equip de futbol de la localitat de Niedercorn, al sud-oest de Luxemburg. Actualment juga a la Luxembourg National Division, la primera divisió estatal.
A la temporada 2005-06, el Niedercorn va acabar segon a la Divisió d'Honor, segona divisió de Luxemburg, pujant a la primera divisió en augmentar el nombre d'equips d'aquesta categoria.

## Palmarès
- Lliga luxemburguesa:[1]

3 Campionats: 1952-53, 1977-78, 1980-81
5 Sots-Campionats: 1931-32, 1936-37, 1976-77, 1978-79, 1981-82
- Copa luxemburguesa:[2]

4 Campionats: 1932-33, 1944-45, 1976-77, 1977-78
3 Sots-Campionats: 1945-46, 1955-56, 1979-80